# 1. FC Heidenheim
El 1.FC Heidenheim 1846 és un club de futbol professional alemany de la ciutat de Heidenheim, a Baden-Württemberg. Actualment el club juga a la Bundesliga, el nivell més alt del sistema de lligues de futbol alemanya.

## Història
El club es va formar l'any 2007 mitjançant la separació de la secció de futbol de l'associació Heidenheimer Sportbund, un club multiesportiu més gran que compta amb 5.800 membres en 25 seccions. La independència de l'equip de futbol li permet operar sota els estàndards econòmics més estrictes establerts per als clubs professionals que són membres de l'Associació Alemanya de Futbol (Deutscher Fußball-Bund o DFB).
El Heidenheimer SB s'havia fundat a través de la fusió l'any 1972 de les entitats TSB Heidenheim i VfL Heidenheim. Els orígens del club es remunten al 14 d'agost de 1846, amb la creació del club de gimnàstica Turngemeinde Heidenheim, que es va desfer el 1852, però es va tornar a constituir amb el mateix nom el 1861. El club va ser rebatejat com a Turnverein Heidenheim el 1872.
Es va crear una secció de futbol dins de l'associació el 8 de juliol de 1890 i es va convertir en un equip independent conegut com a VfR Heidenheim el 21 d'agost de 1922. El club de natació Schwimmverein 04 Heidenheim es va unir al VfR el 1936 per formar el VfL Heidenheim 04. El 1949, després de la Segona Guerra Mundial, aquests dos clubs van anar per camins separats, els nedadors amb el seu nom original i els futbolistes com a VfL Heidenheim 1890.
Mentrestant, el club matriu TV 1846 Heidenheim es va unir el 13 de juliol de 1935 amb el SpVgg Heidenheim i després el 3 d'abril de 1937 es va fusionar amb el 1. Sportverein 1900 Heidenheim – que es coneixia com a Athletenklub Hellenstein fins al 1920 – convertir-se en TSV 1846 Heidenheim. Després de la guerra, TSV es va unir amb Turnerbund Heidenheim 1902, la història del qual va ser com a club obrer. TB es va establir el 21 de desembre de 1902 i va ser rebatejat com a Turnerbund Heidenheim el 6 d'agost de 1904. Aquest club es va fusionar amb l'Arbeiterturnverein 1904 Heidenheim el 8 de març de 1919. Igual que altres clubs de treballadors, la tuberculosi va ser considerada políticament inacceptable pel règim nazi i va ser dissolta per la força el 1933. Es va restablir després de la guerra i el 3 de febrer de 1946 es va unir a TSV 1846 Heidenheim per formar TSB 1846 Heidenheim.
La fusió del 27 de maig de 1972 de TSB i VfL va reunir tots aquests fils, tornant els futbolistes al redil del club de gimnàstica original. El Heidenheimer SB i el predecessor VfL Heidenheim van jugar a la Amateurliga Württemberg (III) del 1963 al 1975 i de nou del 1976 al 1979. Les victòries de la copa regional van portar a la participació de l'equip a la ronda inicial de la DFB-Pokal (Copa d'Alemanya) el 1975, 1978 i 1980, abans que l'equip caigués en competició de nivells inferiors.
Des de llavors, el club s'ha recuperat i el 2004 va avançar a l'Oberliga Baden-Württemberg . El 2007, la secció de futbol va decidir separar-se de Heidenheimer SB com a club legalment independent amb efecte retrospectiu a partir de l'1 de gener de 2007. Un reeixit final de temporada el 2008 va suposar l'ascens del club a la Regionalliga Süd. Després d'haver guanyat simultàniament la Copa de Württemberg, a Heidenheim se li va permetre participar en la primera ronda de la DFB-Pokal la temporada següent, on l'equip va perdre 0–3 davant el VfL Wolfsburg. El 2009, Heidenheim va acabar primer a la Regionalliga Süd i va ascendir a 3. Liga.
Després de cinc temporades a la 3. Lliga amb el club sempre acabant a la meitat alta de la taula, 1. El FC Heidenheim va guanyar la lliga el 2013-14 i va aconseguir l'ascens a la 2. Bundesliga per primera vegada. Al mateix temps, el club, però, va retirar el seu equip de reserva, que jugava a l'Oberliga Baden-Württemberg, de la competició després que aquests equips deixin de ser obligatoris per als clubs professionals.
A la temporada 2019-20, 1. El FC Heidenheim va acabar tercer per jugar contra el club de la Bundesliga, el Werder Bremen, 16è classificat, en els play-offs d'ascens-descens. L'empat va acabar amb un empat 2-2 global, amb 1. El FC Heidenheim va perdre segons la regla de gols fora de casa per quedar-se a 2. Bundesliga.
A l'última jornada de la temporada 2022-23, 1. El FC Heidenheim va aconseguir marcar dos gols en el temps de descompte per guanyar 3–2 contra el Jahn Regensburg, i va acabar primer de la taula per davant del Darmstadt per diferència de gols i va ascendir a la 1. Bundesliga per primera vegada en la seva història.
El 17 de setembre de 2023, el club va guanyar el seu primer partit de la Bundesliga, en una victòria a casa per 4-2 contra el Werder Bremen, el mateix dia que l'entrenador en cap, Frank Schmidt, va establir el rècord com a l'entrenador més longeu de la història del futbol alemany. Una campanya impressionant de la Bundesliga va veure que el club va acabar vuitè a la temporada 2023-24, assegurant-se còmodament la seguretat, i amb la victòria del campió alemany Bayer Leverkusen sobre el Kaiserslautern a la final de la DFB-Pokal va significar que Heidenheim es classificava per a la seva primera aparició europea, els play-offs de la Lliga Conferència de la UEFA en la seva primera temporada a la Bundesliga. El 29 d'agost de 2024, l'Heidenheim va avançar a la Fase de la Lliga de la Conferència per primera vegada a la història després de derrotar el club suec BK Häcken per 3–2 a casa i per 5–3 global a la ronda de play-off.

## Palmarès
| - 2. Bundesliga - Campions: 2022–23 - 3. Liga - Campions: 2013–14 - Regionalliga Süd (IV) - Campions: 2008-09 - Oberliga Baden-Württemberg - Finalistes: 2006‡ - Quart lloc, promoció: 2008 - Verbandsliga Württemberg - Campions: 2013# | - Württemberg Cup - Campions: 1965†, 2008, 2011, 2012, 2013, 2014 - Finalistes: 1977‡, 2005‡ |

- ‡ Guanyat pel SB Heidenheim.
- † Guanyat pel VfL Heidenheim.
- # Guanyat per l'equip filial.

## Jugadors

### Plantilla actual
A 21 gener 2025 
| N. | Pos. | Nac. | Jugador                                   |
| -- | ---- | --- | ----------------------------------------- |
| 1  | POR  | [[Fitxer:Flag of Germany.svg\|23x15px\|border \|alt=Alemanya\|link=Selecció de futbol d'Alemanya\|{{#if:\|]] | Kevin Müller (2n capità)                  |
| 2  | DEF  | [[Fitxer:Flag of Germany.svg\|23x15px\|border \|alt=Alemanya\|link=Selecció de futbol d'Alemanya\|{{#if:\|]] | Marnon Busch (4t capità)                  |
| 3  | MIG  | [[Fitxer:Flag of Germany.svg\|23x15px\|border \|alt=Alemanya\|link=Selecció de futbol d'Alemanya\|{{#if:\|]] | Jan Schöppner                             |
| 4  | DEF  | [[Fitxer:Flag of Germany.svg\|23x15px\|border \|alt=Alemanya\|link=Selecció de futbol d'Alemanya\|{{#if:\|]] | Tim Siersleben                            |
| 5  | MIG  | [[Fitxer:Flag of Germany.svg\|23x15px\|border \|alt=Alemanya\|link=Selecció de futbol d'Alemanya\|{{#if:\|]] | Benedikt Gimber                           |
| 6  | DEF  | [[Fitxer:Flag of Germany.svg\|23x15px\|border \|alt=Alemanya\|link=Selecció de futbol d'Alemanya\|{{#if:\|]] | Patrick Mainka (capità)                   |
| 8  | DAV  | [[Fitxer:Flag of Brazil.svg\|23x15px\|border \|alt=Brasil\|link=Selecció de futbol del Brasil\|{{#if:\|]]    | Léo Scienza                               |
| 9  | DAV  | [[Fitxer:Flag of Germany.svg\|23x15px\|border \|alt=Alemanya\|link=Selecció de futbol d'Alemanya\|{{#if:\|]] | Stefan Schimmer                           |
| 10 | MIG  | [[Fitxer:Flag of Germany.svg\|23x15px\|border \|alt=Alemanya\|link=Selecció de futbol d'Alemanya\|{{#if:\|]] | Paul Wanner (cedit pel Bayern de Múnic)   |
| 12 | DAV  | [[Fitxer:Flag of Georgia.svg\|23x15px\|border \|alt=Geòrgia\|link=Selecció de futbol de Geòrgia\|{{#if:\|]]  | Budu Zivzivadze                           |
| 13 | DEF  | [[Fitxer:Flag of Germany.svg\|23x15px\|border \|alt=Alemanya\|link=Selecció de futbol d'Alemanya\|{{#if:\|]] | Frans Krätzig (cedit pel Bayern de Múnic) |
| 14 | DAV  | [[Fitxer:Flag of Germany.svg\|23x15px\|border \|alt=Alemanya\|link=Selecció de futbol d'Alemanya\|{{#if:\|]] | Maximilian Breunig                        |
| 16 | MIG  | [[Fitxer:Flag of Germany.svg\|23x15px\|border \|alt=Alemanya\|link=Selecció de futbol d'Alemanya\|{{#if:\|]] | Julian Niehues                            |
| 17 | MIG  | [[Fitxer:Flag of Austria.svg\|23x15px\|border \|alt=Àustria\|link=Selecció de futbol d'Àustria\|{{#if:\|]]   | Mathias Honsak                            |

| N. | Pos. | Nac. | Jugador                       |
| -- | ---- | --- | ----------------------------- |
| 18 | DAV  | [[Fitxer:Flag of Germany.svg\|23x15px\|border \|alt=Alemanya\|link=Selecció de futbol d'Alemanya\|{{#if:\|]] | Marvin Pieringer              |
| 19 | DEF  | [[Fitxer:Flag of Germany.svg\|23x15px\|border \|alt=Alemanya\|link=Selecció de futbol d'Alemanya\|{{#if:\|]] | Jonas Föhrenbach              |
| 20 | MIG  | [[Fitxer:Flag of Germany.svg\|23x15px\|border \|alt=Alemanya\|link=Selecció de futbol d'Alemanya\|{{#if:\|]] | Luca Kerber                   |
| 21 | MIG  | [[Fitxer:Flag of Germany.svg\|23x15px\|border \|alt=Alemanya\|link=Selecció de futbol d'Alemanya\|{{#if:\|]] | Adrian Beck                   |
| 22 | POR  | [[Fitxer:Flag of Germany.svg\|23x15px\|border \|alt=Alemanya\|link=Selecció de futbol d'Alemanya\|{{#if:\|]] | Vitus Eicher                  |
| 23 | DEF  | [[Fitxer:Flag of Germany.svg\|23x15px\|border \|alt=Alemanya\|link=Selecció de futbol d'Alemanya\|{{#if:\|]] | Omar Haktab Traoré            |
| 25 | DAV  | [[Fitxer:Flag of Germany.svg\|23x15px\|border \|alt=Alemanya\|link=Selecció de futbol d'Alemanya\|{{#if:\|]] | Christopher Negele            |
| 27 | DEF  | [[Fitxer:Flag of Germany.svg\|23x15px\|border \|alt=Alemanya\|link=Selecció de futbol d'Alemanya\|{{#if:\|]] | Thomas Keller                 |
| 30 | MIG  | [[Fitxer:Flag of Germany.svg\|23x15px\|border \|alt=Alemanya\|link=Selecció de futbol d'Alemanya\|{{#if:\|]] | Norman Theuerkauf (3r capità) |
| 31 | DAV  | [[Fitxer:Flag of Germany.svg\|23x15px\|border \|alt=Alemanya\|link=Selecció de futbol d'Alemanya\|{{#if:\|]] | Sirlord Conteh                |
| 34 | POR  | [[Fitxer:Flag of Austria.svg\|23x15px\|border \|alt=Àustria\|link=Selecció de futbol d'Àustria\|{{#if:\|]]   | Paul Tschernuth               |
| 36 | MIG  | [[Fitxer:Flag of Germany.svg\|23x15px\|border \|alt=Alemanya\|link=Selecció de futbol d'Alemanya\|{{#if:\|]] | Luka Janes                    |
| 39 | MIG  | [[Fitxer:Flag of Germany.svg\|23x15px\|border \|alt=Alemanya\|link=Selecció de futbol d'Alemanya\|{{#if:\|]] | Niklas Dorsch                 |

## Estadi
Des del juny de 1973, l'equip juga a l'Albstadion que té una capacitat de 8.000 espectadors. Des de l'ampliació el 2009, l'estadi s'anomena ara Voith-Arena i acull 10.000 visitants. Després d'una altra ampliació el 2013, l'estadi acull 13.000 visitants. A principis de 2015, es va afegir una altra ampliació augmentant la capacitat fins a 15.000 espectadors.